# Marco Saligari
Marco Saligari (Sesto San Giovanni, 18 de maig de 1965) és un ciclista italià, ja retirat, que fou professional entre 1987 i 1998. Durant la seva carrera destaquen tres victòries d'etapa al Giro d'Itàlia i la Volta a Suïssa de 1993.
Una vegada retirat com a ciclista professional passà a dirigir l'equip belga Landbouwkrediet entre el 2002 i el 2013. Posteriorment exercí de comentarista per la RAI de diverses curses ciclistes.

## Palmarès
- 1985
  - 1r al Trofeu Ciutat de Castelfidardo
  - 1r a la Milà-Rapallo
  - 1r al Gran Premi Somma
- 1986
  - 1r a la Milà-Tortona
- 1989
  - Vencedor d'una etapa del Giro del Trentino
- 1990
  - 1r al Giro de la Toscana
- 1991
  - Vencedor d'una etapa del Giro de Calàbria
- 1992
  - 1r al Giro de Calàbria i vencedor d'una etapa
  - Vencedor d'una etapa del Giro d'Itàlia
- 1993
  - 1r a la Volta a Suïssa
  - 1r al Gran Premi de la indústria i l'artesanat de Larciano
  - Vencedor d'una etapa del Giro d'Itàlia
- 1994
  - 1r al Gran Premi de la Indústria i el Comerç de Prato
  - Vencedor d'una etapa del Giro d'Itàlia
  - Vencedor d'una etapa de la Volta a Suïssa
- 1995
  - Vencedor d'una etapa de la París-Niça
- 1996
  - Vencedor d'una etapa de la Volta a Catalunya
- 1998
  - 1r al Grand Prix d'Ouverture La Marseillaise

### Resultats al Tour de França
- 1996. 72è de la classificació general
- 1997. 95è de la classificació general

### Resultats al Giro d'Itàlia
- 1987. 54è de la classificació general
- 1988. 93è de la classificació general
- 1990. 92è de la classificació general
- 1992. 98è de la classificació general. Vencedor d'una etapa
- 1993. 52è de la classificació general. Vencedor d'una etapa
- 1994. 64è de la classificació general. Vencedor d'una etapa
- 1995. 67è de la classificació general
- 1996. 44è de la classificació general
- 1998. 92è de la classificació general